# 格拉頓冰原島峰
86°6′S 127°46′W / 86.100°S 127.767°W
格拉頓冰原島峰（英語：Gratton Nunatak）是南極洲的冰原島峰，位於瑪麗伯德地，處於麥卡錫冰川終點處南面，美國地質調查局根據測量和該國海軍的空中照片繪入地圖，現時由南極條約體系管理。